# Fuchsteufelswild (Band)
Fuchsteufelswild ist eine deutsche Folk-Rock-Band aus Regensburg.

## Geschichte
Fuchsteufelswild wurde im Frühjahr 2014 von Matthias „Mazze“ Huber und Basti „Cordoban“ Brenner gegründet.
Die musikalischen Anfänge waren an mittelalterlicher Marktmusik orientiert. Man experimentierte mit Einflüssen aus verschiedensten Richtungen, wie Rap/Slam-Poetry, Irish Folk, Bavarian Brass und modernen Rock-Arrangements. In Eigenregie wurde eine Demo-CD unter dem Titel Um Haaresbreite aufgenommen. Gleichzeitig begannen Bastian Brenner und Stefan Fridrich mit den Kompositionen für das Debütalbum Weltenmeer, dass im Februar 2016 erschien. Die Zillo Medieval schrieb „Die Musiker schaffen damit eine Art Musik, die sich nur ganz schwer in eine ‚Schublade‘ stecken lässt – was aber auch gut so ist. […] Insgesamt bietet ‚Weltenmeer‘ für jeden Geschmack etwas und lässt den Zuhörer tatsächlich auf einem Meer unterwegs sein. Auf dem Weg liegen dazu noch ein paar Weisheiten und Wahrheiten, die jedoch ohne erhobenen Zeigefinger daherkommen. Bitte mehr davon!“
Für ihr Debüt konnte die Regensburger Formation neben Norri Drescher von Corvus Corax (Davul und Perkussion bei Eisenhans) auch Ben Metzner, den Frontmann der Musketier-Rock-Formation D’Artagnan, gewinnen, der den Titel Wie der Wind im Duett mit Bastian Brenner singt.

## Rezensionen
Zu …um Welten mehr! schrieb das Onlinemagazin Mindbreed: „‚Fuchsteufelswild‘ veröffentlichen recht früh in der Bandhistorie ihre erste Live-DVD. Jedoch keine Sorge, dieses Release hat seine Daseinsberechtigung. Mit derart viel Gästen, dieser Spielfreude und dem begeisterten Publikum war es tatsächlich an der Zeit, ein filmisches Dokument zu schaffen. Eine großartige Live-DVD, die wohl zu den besten Veröffentlichungen in diesem Genre gehört.“ 2019 folgte das Studioalbum König Zeiger über FOXY Records / Edel. Das Album enthält 15 Titel, darunter ein Instrumental.
Darkmusicworld.de schreibt über das Album „Die Regensburger Folkrocker ‚Fuchsteufelswild‘ waren fleißig und liefern 15 Titel ab, die allesamt eine etwas andere Handschrift tragen als die bisherigen Werke. Der Grundcharakter ist wesentlich rockiger geworden, durch die Dominanz der verzerrten Rockgitarre. Das Album ist fein abgemischt und elektronische Effekte wurden dezent eingestreut. Geblieben sind aber die großartigen Texte, die sowohl tauglich für die Ohren unserer Zeit sind als auch uralte Themen und Motive aufgreifen, um eine Geschichte zu erzählen, deren Kernaussage durchaus gesellschaftskritisch ist und sich auf heutige Zustände münzen lässt. Auch wenn der mittelalter-folkige Einschlag zurückgenommen wurde, werden die Titel mit so viel Charme und Herzblut gespielt, dass über deren Bühnentauglichkeit kein Zweifel besteht. Im Gegenteil, das macht Lust auf mehr.“

## Diskografie
Studioalben
- 2014: Um Haaresbreite (Eigenvertrieb)
- 2016: Weltenmeer (Fuchsteufelswild Records, edel:Distribution)
- 2018: König Zeiger (FOXY Records, edel:Distribution)

Livealben
- 2016: …um Welten mehr! (Fuchsteufelswild Records, edel:Distribution)

Beiträge zu Kompilationen
- 2014: Zillo Medieval – Mittelalter und Musik CD 06/2014 – Titel: Fuchsteufelswild (Zillo Musicmedia GmbH)
- 2015: Zillo Medieval – Mittelalter und Musik CD 11/2015 – Titel: Sirenengesang (Zillo Medieval E.K.)

## Trivia
Bastian Brenner, der Frontmann von Fuchsteufelswild, spielte bereits bei der Mittelalter-Rock-Band Feuerschwanz (2004 bis 2007) und stand von 2006 bis 2009 als „Cordoban, der Verspielte“ bei der Mittelalter-Rock-Band Saltatio Mortis auf der Bühne.